# Cratere Niesten
Niesten  è un cratere sulla superficie di Marte.